# Harald Trap Friis
Harald Trap Friis, em publicações denotado como H. T. Friis (Næstved, 27 de agosto de 1893 — Palo Alto, 28 de junho de 1976), foi um engenheiro eletrônico dinamarquês naturalizado estadunidense.